# تترای دم‌شمشیری
تترای دم‌شمشیری (نام علمی: Corynopoma riisei)، که به نام کاراسین دم‌شمشیری شناخته می‌شود، گونه‌ای از تتراسانان است که بومی کلمبیا، ترینیداد و توباگو و در ونزوئلا نیز یافت می‌شود. همچنین به عنوان ماهی آکواریوم نگهداری می‌شود. این گونه تنها عضو از این سرده است.